# نبوناصر
نبوناصر ومعنى إسمهُ حامي نبو وهو ملك كلداني لبابل، تولى الحكم من سنة 747-734 ق م وحكم لمدة 13 عام تولى الحكم خلفاً لنبو شوما إشكون، تكلمت عنه بعض النصوص البابلية وقالت بأنه كان مهتماً بالتجارة، عاصر هذه الملك ملكي آشور آشور نيراري الخامس وتغلات بلاصر الثالث كما عاصر ملكي عيلام هومبان تاهاراه الأول وهومبان نيقاش الأول تولى الحكم بعده إبنه نبو نادين زيري. كان هذا الملك يحكم تحت التبعية الاشورية، في عصره ثارت القبائل الكلدانية والآرامية في سنة 745 ق م بقيادة نبو أوشابشي زعيم قبيلة بيث شيلاني، مما أدى بنبوناصر بطلب معونة الملك الاشوري تغلث بلاصر لقمع التمرد. فوجه تغلث بلاصر جيشه وواجه المتمردين في موقع بين مدينتي دور كوريغالزو وسيبار فانسحب المتمردين من هناك الى نفر وهناك هزم تغلث بلاصر المتمردين ولاحق نبو أوشابشي حتى مدينة شابازا وقام باعتقاله واعدامه بالخازوق. هذا الملك تجاهل الاحتفال بعيد أكيتو تلبية لطلب الاشوريين. ذكر المؤرخ الكلداني بيروسوس أن نبوناصر قام بحذف اسماء الملوك الذين قبله لكي ينسب بداية حكم الملوك الكلدان منه.

## أقرأ أيضاً
- مردوخ أبلا إيدينا الثاني
- نبوبولاسر
- نبوخذ نصر الثاني
- نبو نيد